# Vol Cubana de Aviación 787
Dans la soirée du 11 juillet 1997, le vol Cubana de Aviación 787, un vol intérieur régulier, assuré par un Antonov An-24RV de la compagnie aérienne nationale Cubana de Aviación, s'est écrasé en mer, à 5 km de l'aéroport de Santiago de Cuba, d'où l'avion avait décollé peu de temps auparavant. Les 44 passagers et membres de l'équipage périssent dans l'accident.

## Contexte
Le vol 787 a décollé de Santiago de Cuba pour un vol régional à destination de la capitale cubaine, La Havane. Environ 3 minutes après avoir décollé, alors que l'avion atteignait une altitude de 500 pieds (152 m), l'appareil a commencé à s'incliner fortement vers la gauche. Il a commencé à descendre rapidement jusqu’à finalement s’écraser dans la mer, à proximité de l'aéroport.
Les causes exactes du crash n'ont jamais pu être déterminées avec certitude.

## Victimes
Il y avait 39 passagers, dont 8 étrangers - 6 Espagnols et 2 Brésiliens -, et 5 membres d'équipage présents à bord.
| Nationalité | Passagers | Equipages | Total |
| ----------- | --------- | --------- | ----- |
| Cuba        | 31        | 5         | 36    |
| Espagne     | 6         | 0         | 6     |
| Brésil      | 2         | 0         | 2     |
| Total       | 39        | 5         | 44    |

### Pages liées
- Cubana
- Antonov An-24
- Vol Cubana 455